# PRCD
PRCD‏ (Photoreceptor disc component) هوَ بروتين يُشَفر بواسطة جين PRCD في الإنسان.